# خوانيتا تيت
خوانيتا تيت (بالإنجليزية: Juanita Tate)‏ هي عالمة بيئة أمريكية، ولدت في 1938، وتوفيت في 5 يوليو 2004 بسبب سكتة.